# Cerithiopsis minima
Cerithiopsis minima is een slakkensoort uit de familie van de Cerithiopsidae. De wetenschappelijke naam van de soort is voor het eerst geldig gepubliceerd in 1865 door Brusina.